# Drome ardéole
Dromas ardeola, Dromas, Dromadidae · Pluvier crabier
« Drome (oiseau) » redirige ici. Pour les autres significations, voir Drome.
Famille
Genre
Espèce
Statut de conservation UICN

 LC  : Préoccupation mineure
Le Drome ardéole (Dromas ardeola) ou Pluvier crabier, est une espèce d'oiseaux, l'unique représentante de la famille des Dromadidae et du genre Dromas.

## Description
Cet oiseau échassier mesure de 38 à 41 cm et pèse de 225 à 325 g. C'est un limicole noir et blanc très caractéristique avec son gros bec noir disproportionné par rapport à la tête, bec qui lui permet de broyer la carapace des crabes avant de les avaler. Il a de longues pattes gris bleu.
L'adulte présente une tête blanche avec une petite zone noirâtre en avant et en arrière des yeux. Quelques adultes arborent des stries noires en arrière de la calotte et sur la nuque.
La femelle creuse un terrier et y pond un seul œuf.

## Répartition et habitat

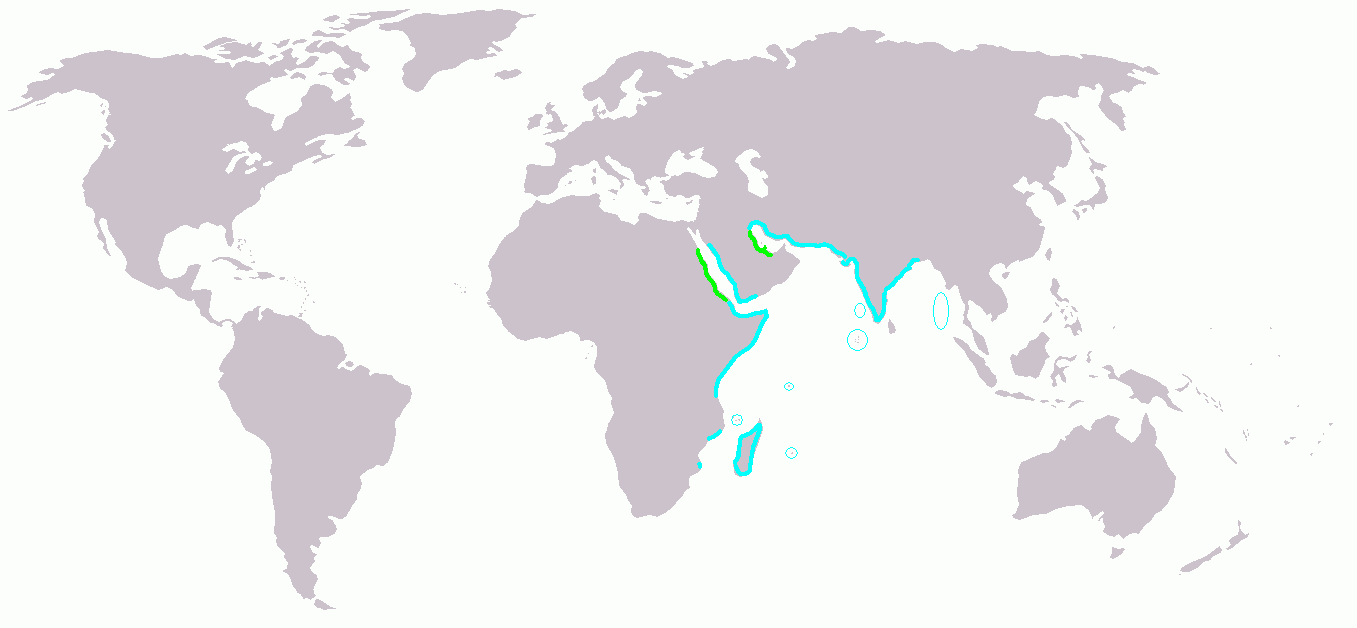
Carte de répartition.

Il réside le long des côtes de la péninsule arabique et du golfe persique ; il hiverne sur les côtes d'Afrique orientale et d'Asie du Sud.
Il fréquente les bancs de sable côtiers, les vasières et les récifs de corail.

## Position systématique
À la suite d'une étude utilisant la technique d'hybridation de l'ADN, la classification de Sibley et Monroe avait intégré le drome ardéole à la famille des glaréolidés dont il constituait la sous-famille des dromadinés (ou Dromadinae).

### Place au sein de l'ordre
Phylogénie des familles de Charadriiformes du sous-ordre Lari, selon Tree of life :
|  | Dromadidae  |
|  |             |
|  | Glareolidae |
|  |             |

|  | Laridae                                                    |
|  |                                                            |
|  | \| \| Alcidae \| \| \| \| \| \| Stercorariidae \| \| \| \| |
|  |                                                            |
|  | Alcidae                                                    |
|  |                                                            |
|  | Stercorariidae                                             |
|  |                                                            |

|  | Alcidae        |
|  |                |
|  | Stercorariidae |
|  |                |

|  | Dromadidae  |
|  |             |
|  | Glareolidae |
|  |             |

|  | Laridae                                                    |
|  |                                                            |
|  | \| \| Alcidae \| \| \| \| \| \| Stercorariidae \| \| \| \| |
|  |                                                            |
|  | Alcidae                                                    |
|  |                                                            |
|  | Stercorariidae                                             |
|  |                                                            |

|  | Alcidae        |
|  |                |
|  | Stercorariidae |
|  |                |

|  | Dromadidae  |
|  |             |
|  | Glareolidae |
|  |             |

|  | Laridae                                                    |
|  |                                                            |
|  | \| \| Alcidae \| \| \| \| \| \| Stercorariidae \| \| \| \| |
|  |                                                            |
|  | Alcidae                                                    |
|  |                                                            |
|  | Stercorariidae                                             |
|  |                                                            |

|  | Alcidae        |
|  |                |
|  | Stercorariidae |
|  |                |

|  | Dromadidae  |
|  |             |
|  | Glareolidae |
|  |             |

|  | Laridae                                                    |
|  |                                                            |
|  | \| \| Alcidae \| \| \| \| \| \| Stercorariidae \| \| \| \| |
|  |                                                            |
|  | Alcidae                                                    |
|  |                                                            |
|  | Stercorariidae                                             |
|  |                                                            |

|  | Alcidae        |
|  |                |
|  | Stercorariidae |
|  |                |